# Dejan Joveljić
Dejan Joveljić (in serbo Дејан Јовељић?; Bijeljina, 7 agosto 1999) è un calciatore serbo, attaccante dello Sporting K.C. e della nazionale serba.

## Caratteristiche tecniche
È un centravanti moderno, discreto tecnicamente e dotato di un'ottima vena realizzativa. Nel 2016 è stato inserito nella lista dei migliori sessanta calciatori nati nel 1999 stilata da The Guardian, mentre nell'estate del 2019 viene indicato dall'UEFA come uno dei 50 giovani più promettenti per la stagione 2019-2020.

## Carriera

### Club
Cresciuto nel settore giovanile della Stella Rossa, ha esordito in prima squadra il 10 dicembre 2017 disputando l'incontro di Superliga vinto 3-0 contro il Borac Čačak. Nel luglio 2019 viene ufficializzato il suo trasferimento a titolo definitivo all'Eintracht Francoforte. Con la compagine tedesca, che ha pagato 4 milioni di euro per il suo cartellino, ha sottoscritto un contratto di durata quinquennale.
Dopo avere giocato poco in Germania, in gennaio viene ceduto in prestito all'Anderlecht.
Terminato il prestito viene ceduto nuovamente a titolo temporaneo, questa volta al Wolfsberger.
Il 5 agosto 2021 viene ceduto a titolo definitivo ai LA Galaxy.

### Nazionale
È stato convocato dalla nazionale Under-21 serba per partecipare al campionato europeo di calcio Under-21 2019.
Il 7 giugno 2021 debutta in nazionale maggiore in amichevole contro la Giamaica.

## Statistiche
Statistiche aggiornate al 2 giugno 2019.

### Presenze e reti nei club
| Stagione            | Squadra               | Campionato          | Campionato | Campionato | Coppe nazionali | Coppe nazionali | Coppe nazionali | Coppe continentali | Coppe continentali | Coppe continentali | Altre coppe | Altre coppe | Altre coppe | Totale | Totale | Totale |
| Stagione            | Squadra               | Comp                | Pres       | Reti       | Comp            | Pres            | Reti            | Comp               | Pres               | Reti               | Comp        | Pres        | Reti        | Pres   | Reti   |        |
| ------------------- | --------------------- | ------------------- | ---------- | ---------- | --------------- | --------------- | --------------- | ------------------ | ------------------ | ------------------ | ----------- | ----------- | ----------- | ------ | ------ | ------ |
| 2017-2018           | Stella Rossa          | SL                  | 4          | 3          | CS              | 0               | 0               | UEL                | 0                  | 0                  |             | -           | -           | 4      | 3      |        |
| 2018-2019           | Stella Rossa          | SL                  | 17         | 8          | CS              | 5               | 3               | UCL                | 2                  | 0                  |             | -           | -           | 24     | 11     |        |
| Totale Stella Rossa | Totale Stella Rossa   | Totale Stella Rossa | 21         | 11         |                 | 5               | 3               |                    | 2                  | 0                  |             | -           | -           | 28     | 14     |        |
| 2019-gen.2020       | Eintracht Francoforte | BL                  | 4          | 0          | CG              | 1               | 0               | UEL                | 5                  | 1                  |             | -           | -           | 10     | 1      |        |
| gen.-mar. 2020      | Anderlecht            | D1                  | 5          | 1          | CB              | 0               | 0               |                    | -                  | -                  |             | -           | -           | 5      | 1      |        |
| 2020-2021           | Wolfsberger           | BL                  | 32+2       | 17+1       | CA              | 4               | 0               | UEL                | 8                  | 2                  |             | -           | -           | 46     | 20     |        |
| 2021                | LA Galaxy             | MLS                 | 14         | 2          |                 | -               | -               |                    | -                  | -                  |             | -           | -           | 14     | 2      |        |
| 2022                | LA Galaxy             | MLS                 | 32+2       | 11+1       | USOC            | 4               | 3               | LC                 | 1                  | 1                  |             | -           | -           | 39     | 16     |        |
| Totale LA Galaxy    | Totale LA Galaxy      | Totale LA Galaxy    | 46+2       | 13+1       |                 | 4               | 3               |                    | 1                  | 1                  |             | -           | -           | 53     | 18     |        |
| Totale carriera     | Totale carriera       | Totale carriera     | 112        | 44         |                 | 14              | 6               |                    | 16                 | 4                  |             | -           | -           | 142    | 54     |        |

### Cronologia presenze e reti in nazionale
| Cronologia completa delle presenze e delle reti in nazionale ― Serbia | Cronologia completa delle presenze e delle reti in nazionale ― Serbia | Cronologia completa delle presenze e delle reti in nazionale ― Serbia | Cronologia completa delle presenze e delle reti in nazionale ― Serbia | Cronologia completa delle presenze e delle reti in nazionale ― Serbia | Cronologia completa delle presenze e delle reti in nazionale ― Serbia | Cronologia completa delle presenze e delle reti in nazionale ― Serbia | Cronologia completa delle presenze e delle reti in nazionale ― Serbia |
| Data                                                                  | Città                                                                 | In casa                                                               | Risultato                                                             | Ospiti                                                                | Competizione                                                          | Reti                                                                  | Note                                                                  |
| --------------------------------------------------------------------- | --------------------------------------------------------------------- | --------------------------------------------------------------------- | --------------------------------------------------------------------- | --------------------------------------------------------------------- | --------------------------------------------------------------------- | --------------------------------------------------------------------- | --------------------------------------------------------------------- |
| 6-6-2021                                                              | Miki                                                                  | Serbia                                                                | 1 – 1                                                                 | Giamaica                                                              | Amichevole                                                            | -                                                                     |                                                                       |
| 11-6-2021                                                             | Kobe                                                                  | Giappone                                                              | 1 – 0                                                                 | Serbia                                                                | Amichevole                                                            | -                                                                     | 46’                                                                   |
| 26-1-2023                                                             | Los Angeles                                                           | Stati Uniti                                                           | 1 – 2                                                                 | Serbia                                                                | Amichevole                                                            | -                                                                     |                                                                       |
| 24-3-2023                                                             | Belgrado                                                              | Serbia                                                                | 2 – 0                                                                 | Lituania                                                              | Qual. Euro 2024                                                       | -                                                                     | 81’                                                                   |
| 16-6-2023                                                             | Vienna                                                                | Serbia                                                                | 3 – 2                                                                 | Giordania                                                             | Amichevole                                                            | 2                                                                     | 46’                                                                   |
| 20-6-2023                                                             | Razgrad                                                               | Bulgaria                                                              | 1 – 1                                                                 | Serbia                                                                | Qual. Euro 2024                                                       | -                                                                     | 81’                                                                   |
| 15-10-2024                                                            | Cordova                                                               | Spagna                                                                | 3 – 0                                                                 | Serbia                                                                | UEFA Nations League 2024-2025 - 1º turno                              | -                                                                     | 46’                                                                   |
| Totale                                                                |                                                                       | Presenze                                                              | 7                                                                     |                                                                       | Reti                                                                  | 2                                                                     |                                                                       |

## Palmarès

### Club
- Campionato serbo: 2

Stella Rossa: 2017-2018, 2018-2019
- Campionato MLS: 1

LA Galaxy: 2024

### Individuale
- Capocannoniere della Coppa di Serbia: 1

2018-2019 (3 reti)